# Qazaqstan Prem'er Ligasy 2009
Il campionato di calcio kazako 2009 è stata la 18ª edizione della manifestazione. Ebbe inizio il 7 marzo e si concluse l'8 novembre 2009. L'Aktobe conquistò il quarto titolo della sua storia, il terzo consecutivo.

## Novità
Dopo la confusionaria stagione 2008, le cui retrocessioni furono quasi tutte decise a tavolino anziché sul campo, anche il 2009 si è rivelato particolarmente caotico per il calcio kazako.

L'Energetik-2 fu retrocesso dopo essere arrivato 14º (su 16) la stagione precedente. L'Atyrau, 15° e quindi retrocesso di fatto, fu ripescato seguitamente al ritiro dell'Alma-Ata, reso noto dal club nel dicembre 2008.

Kazakhmys e Taraz chiusero il precedente campionato di seconda divisione nei primi due posti in classifica, pertanto furono promossi come da regolamento.

A seguito del ritiro dell'Alma-Ata il club si fuse con il Megasport, club anch'esso della città di Almaty: la nuova entità prese il nome di Lokomotiv Astana, con sede nella capitale Astana e fu ammesso alla Premier League 2009.

Il 20 gennaio 2009 il Kairat Almaty annunciò che non avrebbe preso parte al campionato per problemi finanziari. Lo stesso giorno anche l'Astana 1964 rinunciò a partecipare per i troppi debiti.

La squadra dell'Esil Bogatyr venne rinominata Kyzylzhar.
Il 29 gennaio 2009, dopo due ritiri, una fusione e un cambio di nome, la FFK decise che la stagione avrebbe preso il via con 14 squadre anziché le solite 16.

Il 2 marzo 2009 (5 giorni prima dell'inizio del campionato) il Kazakhmys, una delle due neopromosse, annunciò il suo ritiro a causa della crisi economica globale che ebbe i suoi effetti anche sul club. La FFK decise che la stagione avrebbe dunque preso il via ugualmente con le 13 squadre rimanenti, dal momento che non c'era il tempo materiale per potersi organizzare diversamente. Ciononostante, il 5 marzo, il Kazakhmys revocò la sua decisione di ritirarsi, tramite una lettera inviata alla FFK in cui veniva garantita la sufficiente disponibilità economica del club per permettere l'iscrizione dello stesso al campionato.
Il 20 marzo 2009 la FFK prese la decisione di modificare la struttura del torneo per le stagioni a venire. Si decise infatti che a partire dalla stagione successiva la Premier League sarebbe consistita di sole 12 squadre. Per fare ciò si decise che le ultime 3 sarebbero retrocesse direttamente, mentre una sola sarebbe stata promossa dalla divisione inferiore.

## Formula
Le 14 formazioni al via si sfidano per un totale di 26 giornate.

La squadra campione del Kazakistan ha il diritto a partecipare alla UEFA Champions League 2010-2011, partendo dal secondo turno preliminare.

Le squadre classificate al secondo e terzo posto sono ammesse alla UEFA Europa League 2010-2011, partendo entrambe dal primo turno preliminare.

Retrocedono direttamente alla categoria inferiore le ultime 3 in classifica, mentre la quartultima disputa uno spareggio contro la seconda classificata della seconda divisione.

Il vincitore della Coppa 2009 è ammesso alla UEFA Europa League 2010-2011, partendo dal secondo turno preliminare.

## Squadre partecipanti
- Aqtöbe
- Atyrau
- Ertis
- Qaisar
- Qazaqmıs
- Qyzyljar
- Lokomotıv Astana

- Oqjetpes
- Ordabasy
- Shahter Qaraǵandy
- Taraz
- Tobyl
- Vostok Óskemen
- Jetisý

## Classifica finale
|  |     | Classifica finale 2009 | Pt | G  | V  | N | P  | GF | GS | DR  |
|  | --- | ---------------------- | -- | -- | -- | - | -- | -- | -- | --- |
|  | 1.  | Aqtöbe                 | 65 | 26 | 21 | 2 | 3  | 65 | 19 | +46 |
|  | 2.  | Lokomotıv Astana       | 60 | 26 | 20 | 0 | 6  | 54 | 24 | +30 |
|  | 3.  | Shahter Qaraǵandy      | 57 | 26 | 18 | 3 | 5  | 50 | 18 | +32 |
|  | 4.  | Tobyl                  | 51 | 26 | 14 | 9 | 3  | 54 | 23 | +31 |
|  | 5.  | Jetisý                 | 44 | 26 | 13 | 5 | 8  | 33 | 26 | +7  |
|  | 6.  | Atyrau                 | 40 | 26 | 11 | 7 | 8  | 37 | 29 | +8  |
|  | 7.  | Ordabasy               | 36 | 26 | 10 | 6 | 10 | 33 | 30 | +3  |
|  | 8.  | Taraz                  | 33 | 26 | 9  | 6 | 11 | 37 | 36 | +1  |
|  | 9.  | Ertis                  | 29 | 26 | 8  | 5 | 13 | 24 | 31 | -7  |
|  | 10. | Vostok Óskemen         | 23 | 26 | 7  | 5 | 14 | 32 | 56 | -24 |
|  | 11. | Oqjetpes               | 22 | 26 | 6  | 4 | 16 | 22 | 48 | -26 |
|  | 12. | Qazaqmıs               | 21 | 26 | 7  | 3 | 16 | 32 | 61 | -29 |
|  | 13. | Qaisar                 | 14 | 26 | 3  | 5 | 18 | 15 | 45 | -30 |
|  | 14. | Qyzyljar               | 6  | 26 | 3  | 4 | 19 | 14 | 56 | -42 |

- Vostok e Kazakhmys 3 punti di penalità, per non aver saldato debiti con la FFK.
- Kyzylzhar 7 punti di penalità, per non aver saldato debiti con la FKK.
- Vostok retrocesso d'ufficio alla fine del campionato nonostante la salvezza conquistata sul campo, per non essere riuscito a saldare i debiti con la FKK.
- L'Okzhetpes disputò lo spareggio contro la seconda classificata nella seconda divisione (l'Akzhayik) come previsto dal regolamento perdendolo per 3-2. L'Akzhayik conquistò così la promozione, ciononostante l'Okzhetpes mantenne la categoria a causa della retrocessione d'ufficio del Vostok.

### Classifica marcatori
|  | Gol | Marcatore                       | Squadra           |
|  | --- | ------------------------------- | ----------------- |
|  | 18  | Wladimir Baýramow Murat Tileşev | Tobyl Aqtöbe      |
|  | 13  | Danilo Belić                    | Jetisý            |
|  | 12  | Andrej Tichonov                 | Lokomotıv Astana  |
|  | 11  | Serhiy Kostyuk                  | Shahter Qaraǵandy |
|  | 10  | Geysar Alekperzade              | Tobyl e Qazaqmıs  |
|  | 10  | Ivan Perić                      | Shahter Qaraǵandy |
|  | 9   | Dmitry Parkhachev               | Ordabasy          |
|  | 9   | Denis Zubko                     | Atyrau            |
|  | 8   | Konstantin Golovskoy            | Aqtöbe            |
|  | 8   | Toafik Salhi                    | Vostok Óskemen    |
|  | 8   | Nurbol Jumasqalıev              | Tobyl             |

## Verdetti
- Campione del Kazakistan:  Aqtöbe
- UEFA Champions League 2010-2011 2º turno preliminare:  Aqtöbe
- UEFA Europa League 2010-2011 2º turno preliminare:  Atyrau
- UEFA Europa League 2010-2011 1º turno preliminare:  Shahter Qaraǵandy e  Tobyl
- Retrocesse:  Qyzyljar,  Qaisar,  Qazaqmıs e  Vostok Óskemen